# Буш, Джек
Джон Гамильтон «Джек» Буш (20 марта 1909[…], Торонто — 24 января 1977[…], Торонто) — канадский художник, чье творчество относят к современному и абстрактному искусству. Член Канадской королевской академии художеств. Источниками вдохновения ему служили фовизм и Анри Матисс (которым он восхищался и с которым, по воспоминаниям друзей, мечтал посоперничать), а также другие американские экспрессионисты, такие, как Элен Франкенталер и Морис Луис. Буш запечатлел радостные, эмоциональные чувства в своих ярких картинах.

## Биография
Родился в Торонто. Джек Буш провел большую часть своего детства в Монреале, затем работал графическим дизайнером в монреальской компании его отца, Rapid Electro Type Company. Молодым человеком посещал Королевскую канадскую академию в Монреале, где изучал основные принципы искусства. В начальный период творчества под влиянием Группы семи писал пейзажи. Также он еженедельно посещал студию художника Чарльза Комфорта (1900—1994) в Торонто.
В 1930-х годах он управлял компанией рекламного графического дизайна в Торонто и учился в колледже изящных искусств Онтарио под руководством Фредерика Чалленера, Джона Альфсена, Джорджа Пеппера, Чарльза Комфорта и Дж. Макдональда современному искусству. После роспуска «Большой семерки» в 1932 году Джек Буш присоединился к «Канадской группе художников», которая сменила её в 1933 году.
От европейских влияний Джек Буш, как и многие канадские художники его времени, был по большей части ограждён. Однажды увидев в Нью-Йорке работы американских экспрессионистов, он драматически изменил многое в своем творчестве.
В 1940-е художник держал бизнес, заключавшийся в рисовании для нужд рекламы (заниматься этим он продолжал до 1968), а по вечерам продолжал учиться в Колледже искусств Онтарио. Его первая персональная выставка прошла в 1949.
В 1950-е годы был членом основанной Уильямом Рональдом группы Одиннадцать художников. После её распада в 1960 он стал одним из наиболее успешных выходцев из этого коллектива.
Джек Буш представлял Канаду в 1967 году на Биеннале искусства в Сан-Паулу. В 1976 Художественная галерея Онтарио провела большую выставку его работ.
Скончался 24 января 1974 года в Торонто в возрасте 67 лет.

## Семья
Сын Джека Терри — имеющий награды автор джинглов His son Terry is an award winning jingle writer, best known for singing and co-writing «Maybe Tomorrow», the theme for The Littlest Hobo..

## Память
Через два года после смерти художника, в 1979, Канадской государственной службой кинематографии о нём был снят часовой документальный фильм, который назывался «Jack Bush». 20 марта 2009 года канадская почта выпустила в его честь марку и сувенирный лист.